# Fünfapsidenkirche

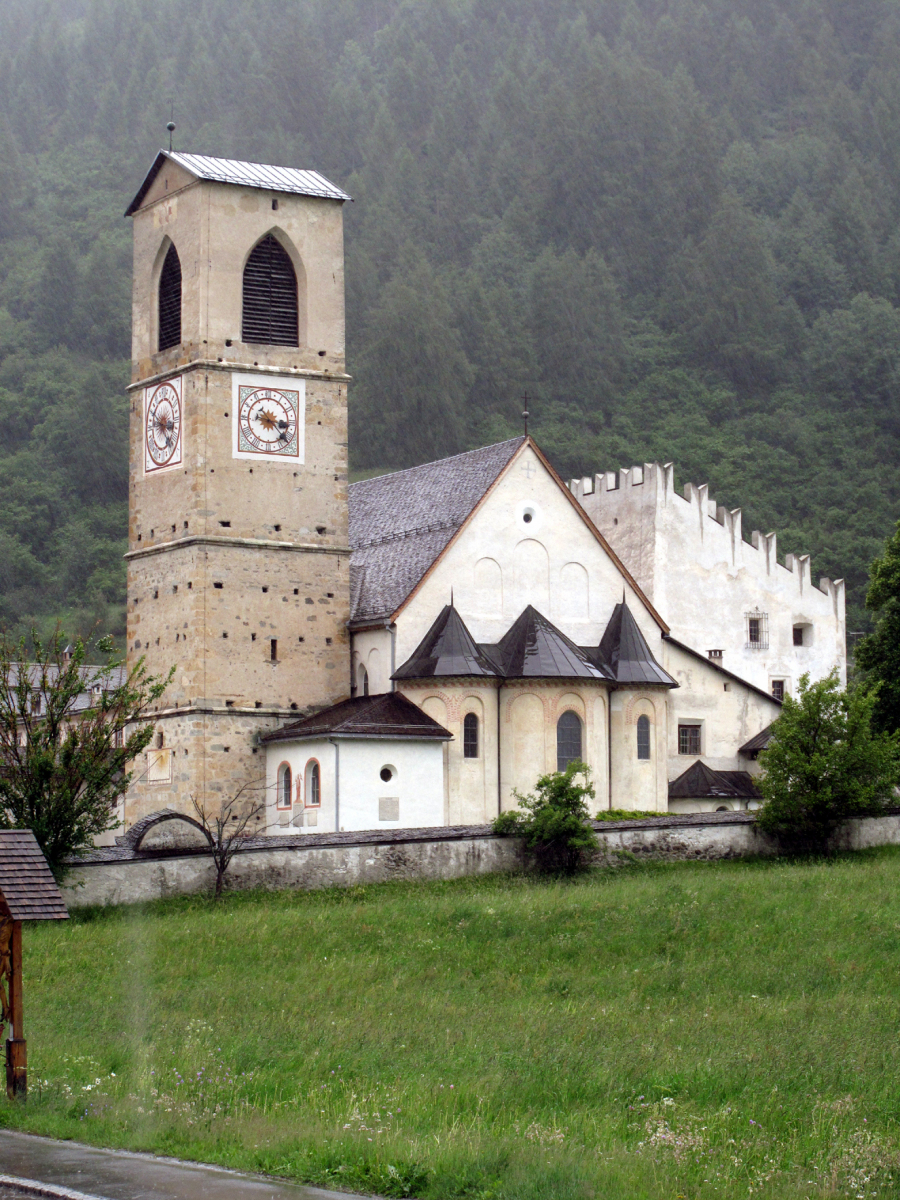
Die Fünfapsidenkirche von Müstair

Eine Fünfapsidenkirche ist eine Kirche mit fünf Apsiden. Die Apsiden sind oft unregelmäßig auf mehrere Gebäudeseiten verteilt, anders als bei der Dreiapsidenkirche, bei der alle Apsiden typischerweise auf einer Gebäudeseite liegen, und dem Tetrakonchos, bei es dem jeweils eine Apsis pro Seite gibt. 
Dazu gehören beispielsweise:
- Die Fünfapsidenkirche im westlichen Bezirk der Stadt Cherson, 8. bis 9. Jahrhundert[1]
- Die Fünfapsidenkirche von Müstair mit einem Dreiapsidensaal als Hauptraum und zwei Annexen, einen im Norden als Zugang aus der bischöflichen Residenz und einen im Süden für die Mönche.[2]